# Château de Gardères
Le château de Gardères est un château datant du XVIIIe siècle, construit à l'initiative de Pierre de Day. Il est situé dans la commune de Gardères dans les Hautes-Pyrénées en région Occitanie.

## Histoire
Si aucune mention n'en a été faite, la présence d'un ancien château féodal est très probable, au vu des dispositions du lieu.
Au XVe siècle, le fief de Gardères fait partie des nombreuses possessions de la famille de Coarraze, puis passe par héritage à la famille de Castelnau-Laloubère. Laquelle le vend en 1603 à Antoine d'Incamp, seigneur d'Abère en Vic-Bilh.
Le château a reçu, pour une nuit, le roi d'Espagne, Philippe V, le 29 mai 1706.
Jérôme de Day acquiert le domaine en 1672. Le château actuel sera édifié par le petit fils de celui-ci, Pierre de Day, conseiller au Parlement de Navarre, durant le seconde moitié du XVIIIe siècle. La famille de Day n'échappe malheureusement pas à la Révolution française, contrainte à l'exil, elle émigre en Espagne. 
De retour à Gardères, Pierre Joseph de Day est rapidement nommé au conseil d'arrondissement de Tarbes et deviens maire de Gardères de 1808 à 1820. Le baron s'éteint au château le 27 novembre 1828 et le domaine passe ensuite par alliances à la famille Cazaubon-Lavedan. Marie d'Olce de La Lande hérite finalement du domaine le 10 février 1846.
Celle-ci le revend au couple, Bernard et Joséphine Bacqué en juillet 1904. Parmi les quatre enfants du couple, Marie, leur seule fille, restera vivre au château jusqu'à son départ en maison de repos dans les années 80. Le château passera de nombreuses années à l'abandon où il sera pillé et squatté.  
La famille Bacqué vend finalement le domaine en 1999, à David Alexandre Liagre, actuel propriétaire, qui depuis, le restaure petit à petit.

## Description
De plan rectangulaire, le château est entouré d'une douve en eaux, assis sur un niveau en soubassement visible sur sa façade sud et s'effaçant sur sa façade nord. Les deux façades sont composées d'un pavillon central en saillie au nord se développant sur trois niveaux, et coiffé de frontons percés chacun d'un œil-de-bœuf, autour duquel ce déploient deux ailes symétriques. Les tourelles au sud sont un ajout du début du XIXe siècle. 
Outre ses nombreuses dépendances, le château possède une orangerie, un jardin à la française et ses fontaines, un potager médiéval, une basse cour et un théâtre de verdure.
Propriété privée, le château est ouvert à la visite du juillet à septembre ainsi que pour les journées européennes du patrimoine.
Le domaine est inscrit aux monuments historiques par arrêté du 7 juillet 1997.
Le domaine fait également partie des Vieilles maisons françaises, des Demeures historiques et de EBTS France-Association française pour l'Art topiaire et le buis.